# Instituto de Bellas Artes de la Universidad de Nueva York
El Instituto de Bellas Artes de la Universidad de Nueva York es una facultad universitaria de la Universidad de Nueva York que se dedica a la enseñanza de posgrado y a la investigación avanzada sobre historia del arte, arqueología y la conservación de las obras de arte. Ofrece títulos de Máster en Bellas Artes y doctorado en Historia del arte y Arqueología, certificado avanzado en conservación de obras de arte y certificado en estudios curatoriales, emitido conjuntamente con el Museo Metropolitano de Arte.
Desde que el Instituto otorgó su primer doctorado en 1933, se han expedido más de 2000 títulos y una alta proporción de sus exalumnos desempeñan funciones de liderazgo internacional como docentes, curadores, directores de museos, arqueólogos, conservadores, críticos y administradores institucionales. Un estudio de la Academia Nacional de Ciencias, Ingeniería y Medicina realizado en el 2012 clasificó el programa de doctorado de la IFA entre los mejores en los Estados Unidos.

## Historia

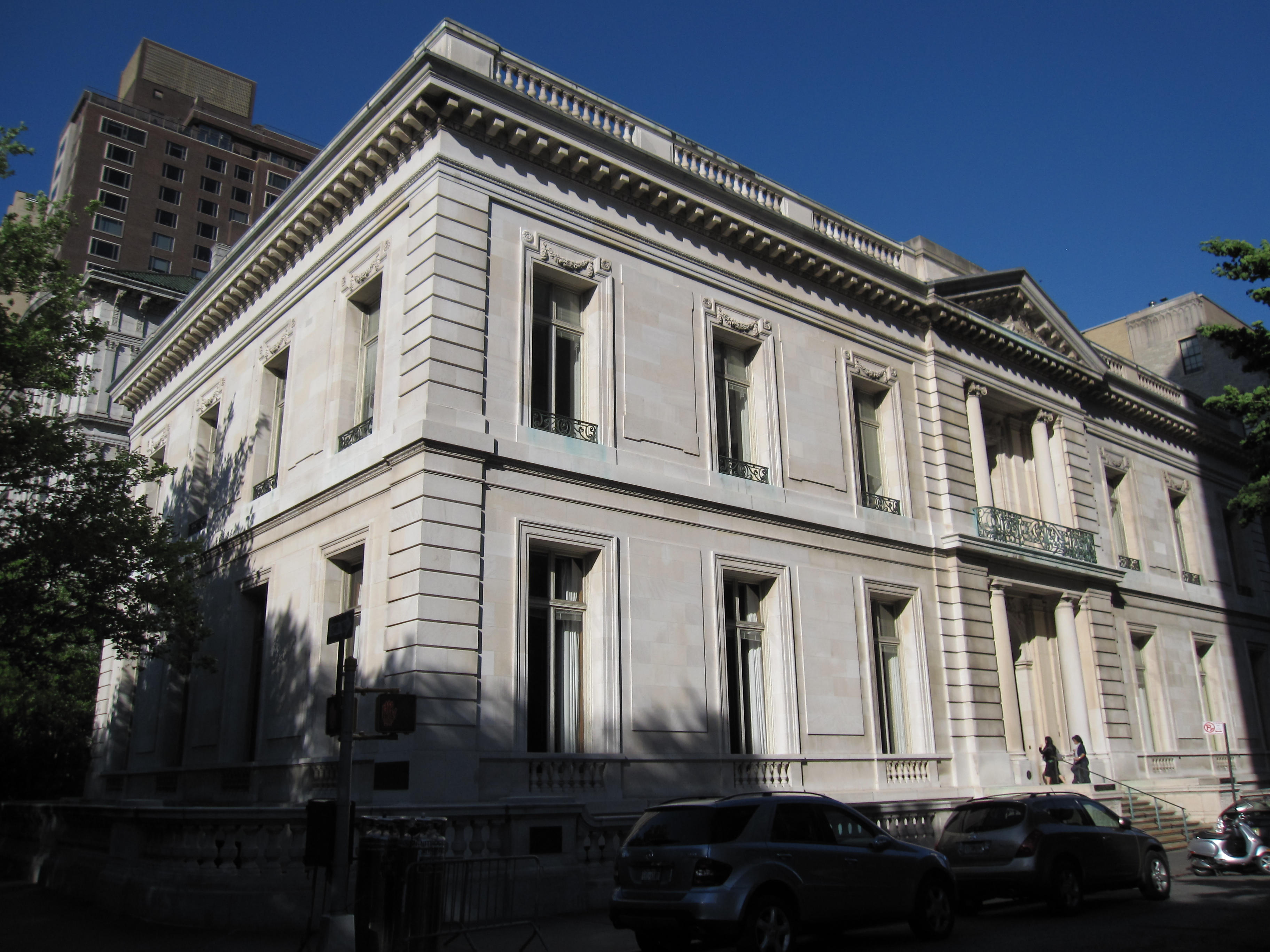
El Instituto de Bellas Artes se encuentra en la James B. Duke House

La historia del arte se convirtió en un campo de estudio en la Universidad de Nueva York en 1922, cuando el joven erudito y arquitecto Fiske Kimball fue nombrado Profesor Morse de Literatura de las Artes y el Diseño. En 1932, el programa de posgrado en historia del arte de la Universidad de Nueva York se trasladó al Upper East Side para enseñar en las colecciones del Museo Metropolitano de Arte. En 1936, el Departamento de Graduados se mudó al segundo piso del Hotel Carlyle en Madison Avenue.
Bajo la dirección de su presidente, Walter WS Cook, la organización pasó a llamarse Instituto de Bellas Artes en 1937. El Instituto fue fortalecido en gran medida por profesores refugiados de las instituciones alemanas y austriacas que habían dado a luz a la disciplina moderna de la historia del arte. Historiadores del arte fundamentales como Erwin Panofsky, Walter Friedlaender, Karl Lehmann, Julius Held y Richard Krautheimer dotaron al Instituto en su curso de becas rigurosas, creativas y pluralistas, con conexiones mundiales sólidas.
En 1958, bajo la dirección de G. Lauder Greenway (presidente del comité asesor y exdirector) y de Craig Smyth (director del instituto), Nanaline Duke y su hija Doris Duke presentaron el Instituto con James B. Duke House en el 1 East 78th Street. A finales de año, Robert Venturi había completado la remodelación del inmueble para uso como Instituto. También en 1958, se estableció el programa de Estudios Curatoriales. Dos años más tarde, la IFA se convirtió en el primer programa de graduados en los Estados Unidos en ofrecer un título avanzado en conservación y fundó el Centro de Conservación, que en 1983 se trasladó al Centro de Conservación Stephen Chan House, al otro lado de la calle, de la Casa Duke.
Louise Bourgeois, quien estuvo casada con Goldwater durante el tiempo en que enseñó en la IFA, donó las seis copias de The Institute (2002, plata) a la IFA en 2005. Una de las copias ahora se conserva en el comedor del primer piso de la IFA, conocido como "La habitación de mármol". La escultura es un modelo a escala en plata de Duke House, con techo removible y pequeñas habitaciones en el interior.

## Facultad
Hay 26 miembros de la facultad que enseñan en el Instituto y Centro de Conservación, con áreas de estudio que van desde el antiguo Egipto hasta el arte moderno y contemporáneo de Estados Unidos. Algunos de los miembros más notables de la facultad, se puede citar a: Jonathan Brown, Thomas E. Crow, Walter Friedlander, Robert Goldwater, Horst W. Janson, Richard Krautheimer, Linda Nochlin, Erwin Panofsky, John Pope-Hennessy, Robert Rosenblum, Patricia Rubin, Meyer Shapiro, Leo Steinberg, Robert Storr y Kirk Varnedoe.

## Investigación
El Instituto es famoso por su investigación influyente y de larga data en los campos de la historia del arte, la arqueología y la conservación. El Instituto de Bellas Artes ofrece cuatro programas de grado. Confiere una maestría y un doctorado en Historia del Arte y Arqueología, así como dos programas de certificación en Estudios Curatoriales y sobre la Conservación de las Obras de Arte. El doctorado de la IFA consta de un programa normalmente de seis años y requiere 18 cursos, un documento de calificación, dos certificaciones de idiomas extranjeros, exámenes de campo mayores y menores, y una disertación. El programa de maestría es de dos años a tiempo completo o tres años a tiempo parcial. Requiere 10 cursos, una certificación de idioma extranjero y una tesis de maestría. El Certificado Avanzado en Conservación se toma conjuntamente con el programa MA y agrega dos años de estudio, incluida una pasantía de un año en un laboratorio de conservación. El Certificado en Estudios Curatoriales se imparte conjuntamente con el programa de doctorado y requiere una residencia en el Museo Metropolitano de Arte. Los estudiantes de la IFA tienen acceso a programas académicos especiales como excavaciones arqueológicas, becas de viaje, lugares de investigación global y conferencias y simposios patrocinados por la IFA.

## Centro de Conservación
El Centro de Conservación del Instituto de Bellas Artes de la Universidad de Nueva York tiene uno de los programas de conservación más antiguos en América del Norte. El Centro de Conservación del Instituto de Bellas Artes otorga dos títulos: una maestría en Historia del Arte y Arqueología y el Certificado Avanzado en la Conservación de Obras Históricas y Artísticas. Los estudiantes realizan trabajos de laboratorio, seminarios, proyectos de investigación y obtienen una experiencia intensiva a través del trabajo de campo y su pasantía de cuarto año.
Los conservadores suelen especializarse en un material o tipo de objeto en particular, como pinturas, esculturas, obras de arte en papel, libros y manuscritos, textiles, arquitectura, material arqueológico u objetos etnográficos, o en un campo de estudio, como el cuidado preventivo, transporte de arte, instalación y almacenamiento, o la historia de los materiales y métodos de los artistas. La colaboración con campos relacionados, como ciencias de la conservación, ciencias de la computación e imágenes digitales, curaduría de museos, diseño de exposiciones o estudios de archivo, es cada vez más importante para la práctica exitosa de la conservación y en consecuencia enriquece la profesión. Los estudiantes adquieren experiencia en la conservación de objetos culturales y obras de arte de una variedad de museos públicos y privados de la Ciudad de Nueva York, incluido el Museo Metropolitano de Arte, MoMA, el Museo Whitney, el Museo Guggenheim, el Museo Americano de Historia Natural, el Museo de Arte de Brooklyn y galerías cercanas, colecciones privadas, casas de subastas, propiedades históricas y estudios privados de conservación.

## Trabajo arqueológico
El Instituto realiza excavaciones en Afrodisias, Turquía; el santuario de los dioses en Samotracia; en Abydos, Egipto; y Selinunte, Italia. Publica la Revista de Arqueología IFA, que documenta el progreso de las excavaciones, así como la participación de los profesores y estudiantes de IFA en la investigación arqueológica internacional.

### Abydos, Egipto
En colaboración con la Universidad de Yale y la Universidad de Pensilvania, el IFA realiza un estudio arqueológico a largo plazo de la historia del sitio importante de Abydos en el sur de Egipto. Abydos es conocido como el lugar de entierro de los primeros reyes de Egipto, y más tarde se convirtió en el lugar principal de culto del dios Osiris, gobernante de la Tierra de los Muertos. El objetivo de las excavaciones es construir una comprensión completa de las actividades antiguas en el sitio, cómo evolucionaron sus operaciones y su significado a lo largo del tiempo y su relación con el contexto más amplio de la historia y cultura egipcia.

### Samotracia, Grecia
Desde 1938, la IFA ha trabajado en el Santuario de los Dioses en Samotracia, Grecia, descubriendo el hogar de su famoso misterio de culto con una serie de grandes edificios de mármol, dedicados por Felipe II y sus sucesores, y seminales en la formación de la arquitectura helenística. En esta etapa, el énfasis del proyecto está en el estudio y preparación de publicaciones, así como en la conservación.

### Selinunte, Italia

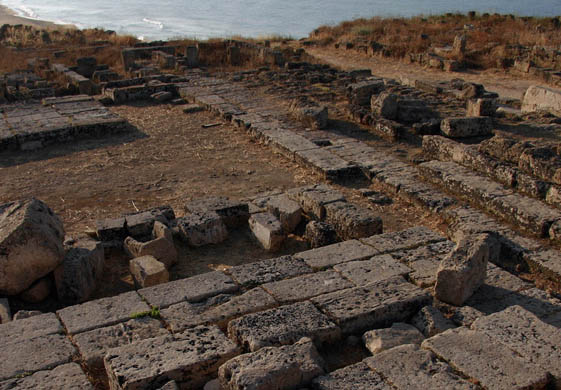
Selinunte, yacimiento arqueológico en Italia

Selinunte fue famoso en todo el mundo clásico por la riqueza de sus tierras de cultivo y sus templos monumentales. Gozó de una próspera existencia desde la segunda mitad del siglo XVII a. C. hasta mediados del siglo III a. C., y sus santuarios, templos, fortificaciones y casas están bien conservados. En 2007, el IFA comenzó su excavación en la Acrópolis de Selinunte, en el oeste de Sicilia, centrándose en el área del santuario urbano principal de la antigua colonia griega. Las excavaciones documentan la historia social, así como la cultura arquitectónica y visual de una ciudad antigua con un detalle inusualmente fino. El trabajo de campo hasta la fecha ya ha proporcionado evidencias importantes sobre la historia de Selinunte antes de la llegada de los colonos griegos, así como importantes hallazgos de cerámica y escultura originalmente dedicados como ofrendas votivas en el área del santuario.

### Afrodisias, Turquía
Afrodisias es uno de los sitios arqueológicos más importantes de los períodos griego y romano en Turquía. La ciudad era famosa en la antigüedad por su culto a Afrodita y por sus esculturas de mármol. Disfrutó de una larga y próspera existencia desde el siglo II a. C. hasta el siglo VI d. C., y sus edificios, esculturas de mármol e inscripciones públicas están muy bien conservadas. La excavación actual se centra en el registro y la conservación de monumentos previamente excavados, el establecimiento de sistemas permanentes de documentación y conservación, nuevas excavaciones específicas, e investigación y publicación científica.

## Arte Contemporáneo en el Instituto

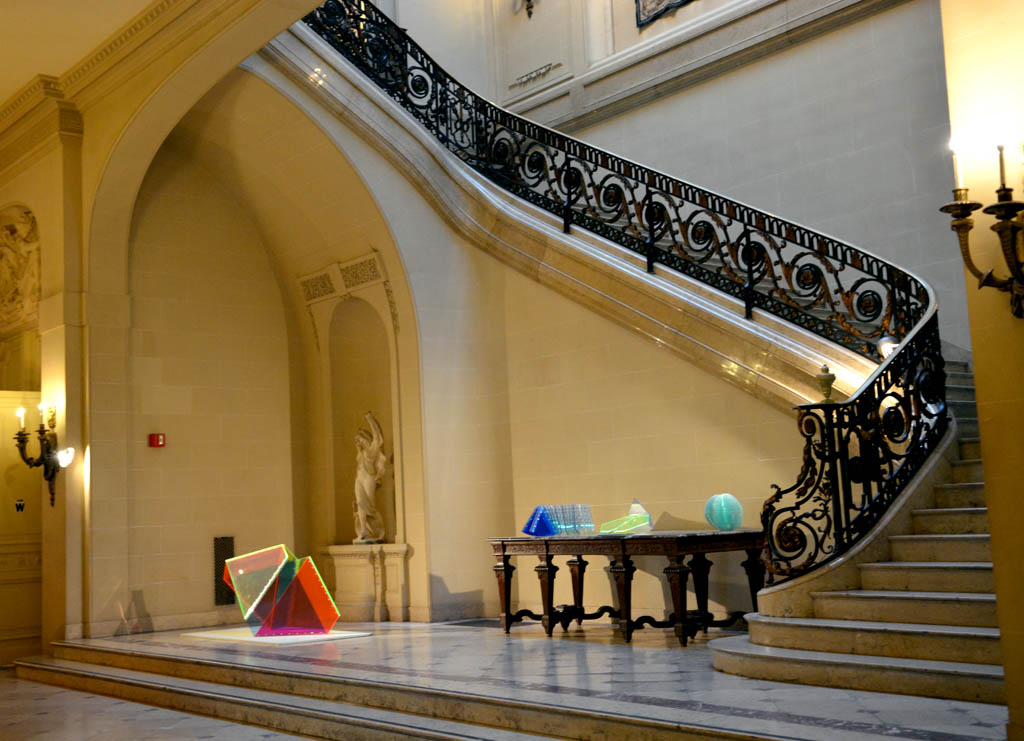
Gran Salón de Exposiciones: Trabajo de Marta Chilindron en el Instituto de Bellas Artes

El Instituto de Bellas Artes afirma haber sido pionero en el estudio del arte contemporáneo en el contexto de la investigación histórico-artística: la disertación de Robert Goldwater en 1937 "Primitivismo y arte moderno" extendió su alcance al arte de su época. Más tarde, como miembro de la facultad, Goldwater se unió a Robert Rosenblum, que disfrutó de lazos personales con muchos artistas contemporáneos de Nueva York, especialmente entre la generación Pop, y llevó este conocimiento de primera mano a su enseñanza durante más de tres décadas. Durante la década de 1980, Kirk Varnedoe, al igual que Rosenblum, extendió una formación inicial en arte del siglo XIX a la esfera contemporánea, después de asumir la dirección de pintura y escultura en el MoMA. Linda Nochlin es la crítica y académica más identificada con el surgimiento de fuertes tendencias feministas del arte desde principios de la década de 1970 en adelante.
Además, tres importantes artistas contemporáneos, Ad Reinhardt, George Maciunas y Philip Pearlstein, han estudiado historia del arte en el Instituto de Bellas Artes.

## Programación pública en el Instituto
Cada semestre, el Instituto proporciona una extensa lista de programación pública en los campos de historia del arte, arqueología y conservación.
Artistas en el Instituto
A partir de 1983, la IFA Graduate Students Association ha estado invitando a artistas a hablar sobre su trabajo en el Instituto.
El Taller del Proyecto de China
Establecido en 2011, el Taller del Proyecto de China es un foro de discusión para el trabajo en progreso en temas de arqueología china e historia del arte.
Conferencia Anual Walter W.S. Cook
La Conferencia Walter W.S. Cook está organizada por la Asociación de Antiguos Alumnos de IFA en honor al Profesor Cook, Director Fundador de la IFA e historiador del arte medieval español.
Conferencia pública de la cátedra Judith Praska
Esta cátedra para un visitante, establecida por un donante anónimo y nombrada en honor a la abuela del donante, da la bienvenida a un destacado curador o científico cada semestre a la IFA que está avanzando en nuevas áreas para la investigación y la enseñanza en la conservación del arte. La cátedra se desarrolló durante cuatro años hasta la primavera de 2016.
Conferencia Samuel H. Kress
La conferencia Samuel Henry Kress es impartida anualmente por un destacado académico en conservación, que expone problemas importantes en los campos de la conservación de la pintura y la historia del arte técnico. Este evento es posible gracias a la generosidad de la Fundación Samuel H. Kress.
Seminario sobre arte y arquitectura griega y romana
El Seminario sobre arte y arquitectura griegos y romanos invita a los académicos a compartir sus investigaciones actuales con la comunidad de IFA sobre arte y arqueología antiguas.
Foro latinoamericano patrocinado por el Instituto de Estudios sobre Arte Latinoamericano
Este foro invita a distinguidos profesores visitantes a la IFA para fomentar una mayor comprensión y reconocimiento del arte latinoamericano en todo el mundo.
Serie de conferencias Daniel H. Silberberg
Planeada y coordinada por la Graduate Student Association, esta serie de conferencias invita a los historiadores del arte, arqueólogos y conservadores, que se especializan en una variedad de períodos y géneros para compartir sus últimas investigaciones con la comunidad de IFA y el público en general. . La serie de conferencias Silberberg 2013-2014 abordó el complejo papel que desempeña la traducción dentro de la producción e interpretación del arte, considerando cómo se han extraído y recontextualizado imágenes y objetos a través del tiempo, el espacio, la cultura y el medio, así como explorar los límites de la comunicación visual. y la alfabetización para fomentar nuevas formas de pensar acerca de la apropiación, la influencia y la audiencia.
Conferencias Anuales Kirk Varnedoe
Las Conferencias Kirk Varnedoe se establecieron en 2006 para honrar y perpetuar la memoria de la docente e innovadora enseñanza, tutoría y becas del Profesor Varnedoe en el Instituto de Bellas Artes.
Coloquio sobre el arte en España y América Latina
Para esta serie de conferencias y paneles informales, los principales especialistas están invitados al Instituto a explorar el arte histórico y temas contextuales más amplios relacionados con las artes de España y América Latina. La serie está coordinada por los profesores Jonathan Brown, Robert Lubar y Edward Sullivan.
Simposio IFA-Frick
Durante más de medio siglo, la Colección Frick y el Instituto de Bellas Artes han organizado un simposio para estudiantes graduados en historia del arte. El simposio ofrece a los candidatos a doctorados en historia del arte la oportunidad de presentar trabajos de investigación originales en un foro público y participar con colegas en el campo, novatos y expertos. Este evento está precedido por un simposio interno con presentaciones de tres estudiantes de la IFA, de los cuales uno es seleccionado para representar a la IFA.